# Kamiyama Ryuichi
Ryuichi Kamiyama (神山 竜一 Kamiyama Ryūichi, sinh ngày 10 tháng 11 năm 1984 ở Sakai, Osaka) là một cầu thủ bóng đá người Nhật Bản thi đấu cho Avispa Fukuoka ở J. League Division 1.

## Thống kê sự nghiệp câu lạc bộ
Cập nhật đến ngày 23 tháng 2 năm 2018.
| Thành tích câu lạc bộ | Thành tích câu lạc bộ | Thành tích câu lạc bộ | Giải vô địch | Giải vô địch | Cúp                   | Cúp                   | Cúp Liên đoàn | Cúp Liên đoàn | Khác    | Khác      | Tổng cộng | Tổng cộng |
| Mùa giải              | Câu lạc bộ            | Giải vô địch          | Số trận      | Bàn thắng    | Số trận               | Bàn thắng             | Số trận       | Bàn thắng     | Số trận | Bàn thắng | Số trận   | Bàn thắng |
| Nhật Bản              | Nhật Bản              | Nhật Bản              | Giải vô địch | Giải vô địch | Cúp Hoàng đế Nhật Bản | Cúp Hoàng đế Nhật Bản | Cúp Liên đoàn | Cúp Liên đoàn | Khác1   | Khác1     | Tổng cộng | Tổng cộng |
| --------------------- | --------------------- | --------------------- | ------------ | ------------ | --------------------- | --------------------- | ------------- | ------------- | ------- | --------- | --------- | --------- |
| 2003                  | Avispa Fukuoka        | J2 League             | 0            | 0            | 0                     | 0                     | -             | -             | -       | -         | 0         | 0         |
| 2004                  | Avispa Fukuoka        | J2 League             | 0            | 0            | 0                     | 0                     | -             | -             | -       | -         | 0         | 0         |
| 2005                  | Avispa Fukuoka        | J2 League             | 0            | 0            | 1                     | 0                     | -             | -             | -       | -         | 1         | 0         |
| 2006                  | Avispa Fukuoka        | J1 League             | 1            | 0            | 2                     | 0                     | 6             | 0             | -       | -         | 9         | 0         |
| 2007                  | Avispa Fukuoka        | J2 League             | 48           | 0            | 2                     | 0                     | -             | -             | -       | -         | 50        | 0         |
| 2008                  | Avispa Fukuoka        | J2 League             | 22           | 0            | 0                     | 0                     | -             | -             | -       | -         | 22        | 0         |
| 2009                  | Avispa Fukuoka        | J2 League             | 0            | 0            | 0                     | 0                     | -             | -             | -       | -         | 0         | 0         |
| 2010                  | Avispa Fukuoka        | J2 League             | 28           | 0            | 2                     | 0                     | -             | -             | -       | -         | 30        | 0         |
| 2011                  | Avispa Fukuoka        | J1 League             | 17           | 0            | 1                     | 0                     | 2             | 0             | -       | -         | 20        | 0         |
| 2012                  | Avispa Fukuoka        | J2 League             | 32           | 0            | 0                     | 0                     | -             | -             | -       | -         | 32        | 0         |
| 2013                  | Avispa Fukuoka        | J2 League             | 28           | 0            | 0                     | 0                     | -             | -             | -       | -         | 28        | 0         |
| 2014                  | Avispa Fukuoka        | J2 League             | 37           | 0            | 0                     | 0                     | -             | -             | -       | -         | 37        | 0         |
| 2015                  | Avispa Fukuoka        | J2 League             | 21           | 0            | 2                     | 0                     | -             | -             | 0       | 0         | 23        | 0         |
| 2016                  | Avispa Fukuoka        | J1 League             | 8            | 0            | 1                     | 0                     | 4             | 0             | -       | -         | 13        | 0         |
| 2017                  | Avispa Fukuoka        | J2 League             | 0            | 0            | 0                     | 0                     | -             | -             | 0       | 0         | 0         | 0         |
| Tổng cộng sự nghiệp   | Tổng cộng sự nghiệp   | Tổng cộng sự nghiệp   | 242          | 0            | 11                    | 0                     | 12            | 0             | 0       | 0         | 265       | 0         |

1Bao gồm Promotion Playoffs to J1.